# Międzynarodowa Konferencja Marksistowsko-Leninowskich Partii i Organizacji (maoistowska)
Międzynarodowa Konferencja Marksistowsko-Leninowskich Partii i Organizacji – to grupa partii i organizacji, które odwołują się do myśli marksizmu-leninizmu-maoizmu. Jest ona organizowana przez Wspólną Grupę Koordynacyjną i spotyka się co dwa lub trzy lata.
Często nazywana jest: "Międzynarodowa Konferencja Marksistowsko-Leninowskich Partii i Organizacji (Newsletter International)", aby odróżnić się od hodżystowskiej organizacji o tej samej nazwie (Międzynarodowa Konferencja Marksistowsko-Leninowskich Partii i Organizacji (Jedność i Walka)). Do grupy nie należy Komunistyczna Partia Chin, uczestnicy konferencji odnoszą się negatywnie do współczesnej Chińskiej Republiki Ludowej.

## Uczestnicy
W konferencjach uczestniczą między innymi:
- Niemcy: Marxistisch-Leninistische Partei Deutschlands
- Norwegia: Arbeidernes kommunistparti
- Ekwador: Partido Comunista Marxista Leninista del Ecuador
- Filipiny: Partido Komunista ng Pilipinas
- Argentyna: Partido Comunista Revolucionario de la Argentina
- Turcja: Türkiye Komünist Partisi/Marksist-Leninist
- Grecja: Kommounistikí Orgánosi Elládas